# Населення Словаччини
Населення Словаччини. Чисельність населення країни 2015 року становила 5,445 млн осіб (118-те місце у світі). Чисельність словаків стабілізувалась і незначно збільшується, народжуваність 2015 року становила 9,91 ‰ (195-те місце у світі), смертність — 9,74 ‰ (49-те місце у світі), природний приріст — 0,02 % (191-ше місце у світі) . 

## Природний рух

### Відтворення
Народжуваність у Словаччині, станом на 2015 рік, дорівнює 9,91 ‰ (195-те місце у світі). Коефіцієнт потенційної народжуваності 2015 року становив 1,39 дитини на одну жінку (212-те місце у світі). Середній вік матері при народженні першої дитини становив 27,8 року (оцінка на 2010 рік).
Смертність у Словаччині 2015 року становила 9,74 ‰ (49-те місце у світі).
Природний приріст населення в країні 2015 року становив 0,02 % (191-ше місце у світі).

Динаміка народжуваності та смертності (англ.)

### Вікова структура

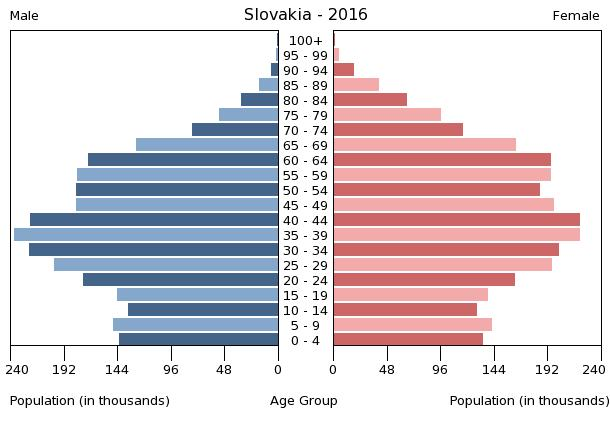
Віково-статева піраміда населення Словаччини, 2016 рік

Середній вік населення Словаччини становить 40,1 року (51-ше місце у світі): для чоловіків — 38,4, для жінок — 41,9 року. Очікувана середня тривалість життя 2015 року становила 76,88 року (77-ме місце у світі), для чоловіків — 73,3 року, для жінок — 80,71 року.
Вікова структура населення Словаччини, станом на 2015 рік, мала такий вигляд:
- діти віком до 14 років — 15,14 % (422 297 чоловіків, 402 154 жінки);
- молодь віком 15—24 роки — 11,78 % (330 116 чоловіків, 311 144 жінки);
- дорослі віком 25—54 роки — 45,17 % (1 241 594 чоловіка, 1 217 885 жінок);
- особи передпохилого віку (55—64 роки) — 13,56 % (349 304 чоловіка, 388 904 жінки);
- особи похилого віку (65 років і старіші) — 14,35 % (299 097 чоловіків, 482 531 жінки)[1].

### Шлюбність— розлучуваність
Коефіцієнт шлюбності, тобто кількість шлюбів на 1 тис. осіб за календарний рік, дорівнює 4,7; коефіцієнт розлучуваності — 2,2; індекс розлучуваності, тобто відношення шлюбів до розлучень за календарний рік — 47 (дані за 2010 рік). Середній вік, коли чоловіки беруть перший шлюб дорівнює 30,8 року, жінки — 28,1 року, загалом — 29,5 року (дані за 2014 рік).

## Розселення
Густота населення країни 2015 року становила 112,8 особи/км² (98-ме місце у світі). Населення країни розподілене досить рівномірно, з трохи більшою густотою на заході, поряд з чеським кордоном і навколо столиці.

### Урбанізація
Словаччина високоурбанізована країна. Рівень урбанізованості становить 53,6 % населення країни (станом на 2015 рік), темпи зменшення частки міського населення — 0,31 % (оцінка тренду за 2010—2015 роки).
Головні міста держави: Братислава (столиця) — 401,0 тис. осіб (дані за 2015 рік).

### Міграції
Річний рівень імміграції 2015 року становив 0,04 ‰ (76-те місце у світі). Цей показник не враховує різниці між законними і незаконними мігрантами, між біженцями, трудовими мігрантами та іншими.

#### Біженці й вимушені переселенці
У країні мешкає 1,5 тис. осіб без громадянства.
Словаччина є членом Міжнародної організації з міграції (IOM).

## Расово-етнічний склад
| Етнічний склад (2021 рік) | Етнічний склад (2021 рік) | Етнічний склад (2021 рік) | Етнічний склад (2021 рік) | Етнічний склад (2021 рік) |
| ------------------------- | ------------------------- | ------------------------- | ------------------------- | ------------------------- |
| Етнос:                    |                           |                           | Відсоток:                 |                           |
| словаки                   | словаки                   |                           | 83.8%                     | 83.8%                     |
| угорці                    | угорці                    |                           | 7.8%                      | 7.8%                      |
| цигани                    | цигани                    |                           | 1.2%                      | 1.2%                      |
| інші                      | інші                      |                           | 7.2%                      | 7.2%                      |

Головні етноси країни: словаки — 83,8 %, угорці — 7,8 %, цигани — 1,2 %, інші — 7,2 % населення (дані за 2021 рік).
Національний склад населення Словаччини згідно з переписами 2011 та 2021 років
|                | 2011        | 2011 | 2021        | 2021 |
| Етнос          | Чисельність | %    | Чисельність | %    |
| -------------- | ----------- | ---- | ----------- | ---- |
| словаки        | 4 352 775   | 80,7 | 4 567 547   | 83,8 |
| угорці         | 458 467     | 8,5  | 422 065     | 7,8  |
| цигани (роми)  | 105 738     | 2,0  | 67 179      | 1,2  |
| русини         | 33 482      | 0,6  | 23 746      | 0,4  |
| чехи           | 30 367      | 0,6  | 28 996      | 0,5  |
| українці       | 7 430       | 0,1  | 9 451       | 0,2  |
| німці          | 4 690       | 0,1  | 3 318       | 0,1  |
| поляки         | 3 084       | 0,1  | 3 771       | 0,1  |
| росіяни        | 1 997       | 0,0  | 3 245       | 0,1  |
| болгари        | 1 051       | 0,0  | 1 106       | 0,0  |
| хорвати        | 1 022       | 0,0  | 967         | 0,0  |
| серби          | 698         | 0,0  | 1 084       | 0,0  |
| євреї          | 631         | 0,0  | 596         | 0,0  |
| інші           | 9 852       | 0,2  | 20 641      | 0,4  |
| не встановлено | 382 493     | 7,0  | 295 558     | 5,4  |
| Разом          | 5 397 036   | 100  | 5 449 270   | 100  |

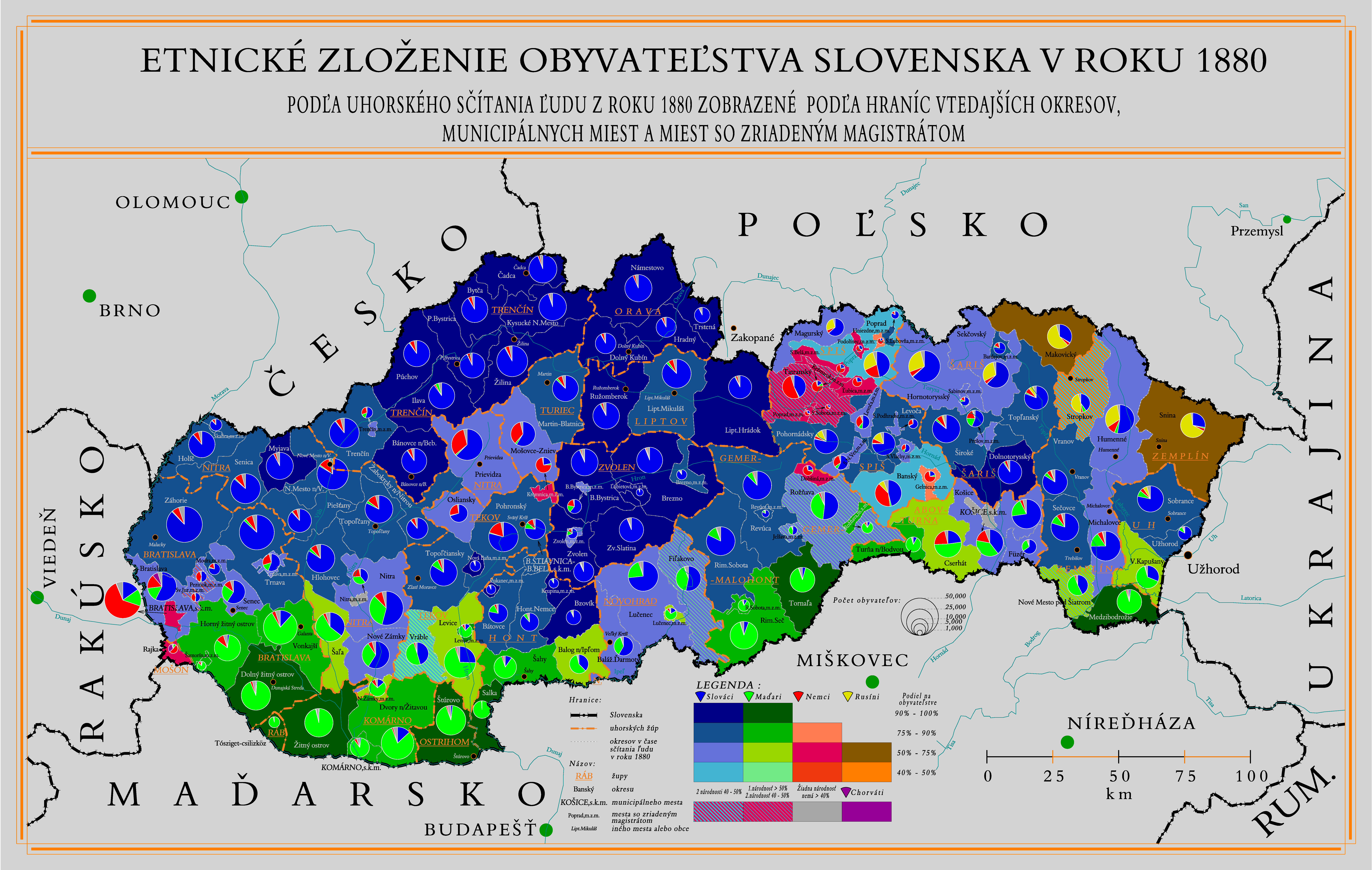
Етнічна карта, 1880 рік
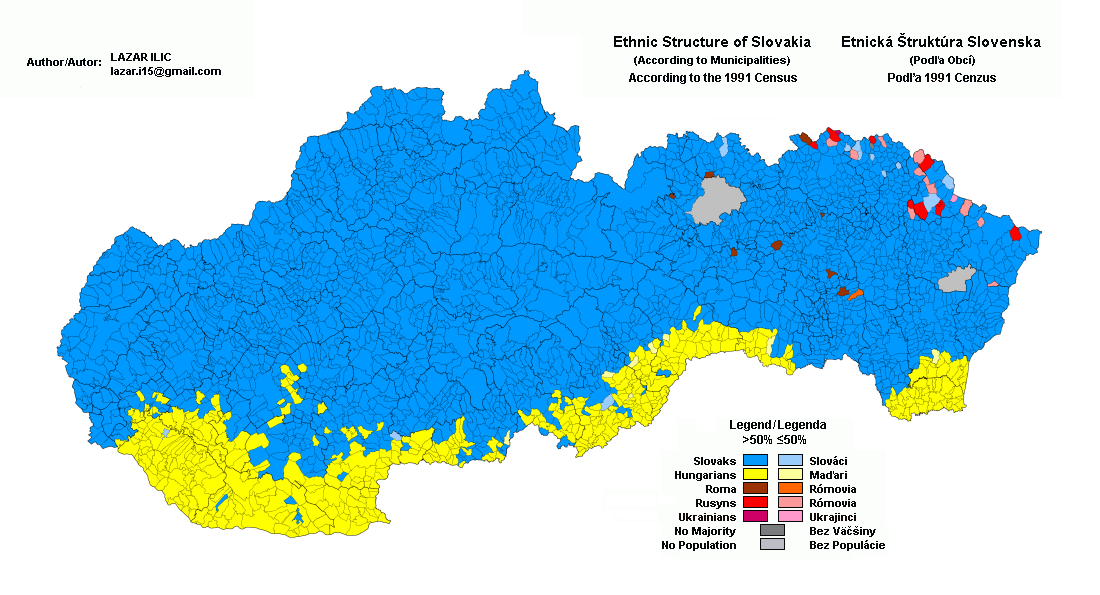
Етнічна карта, 1991 рік
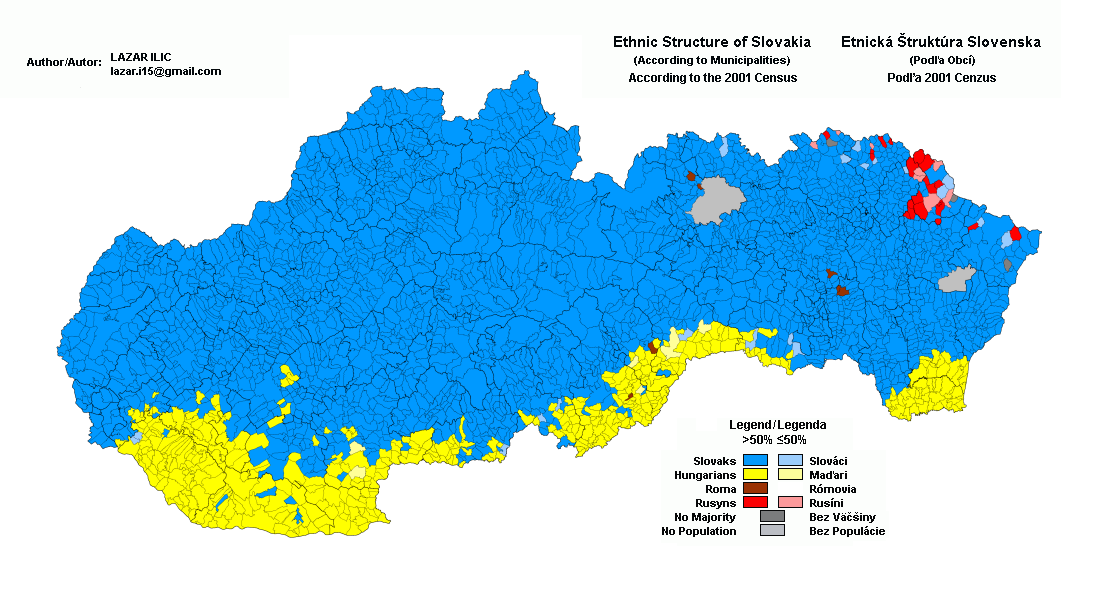
Етнічна карта, 2001 рік
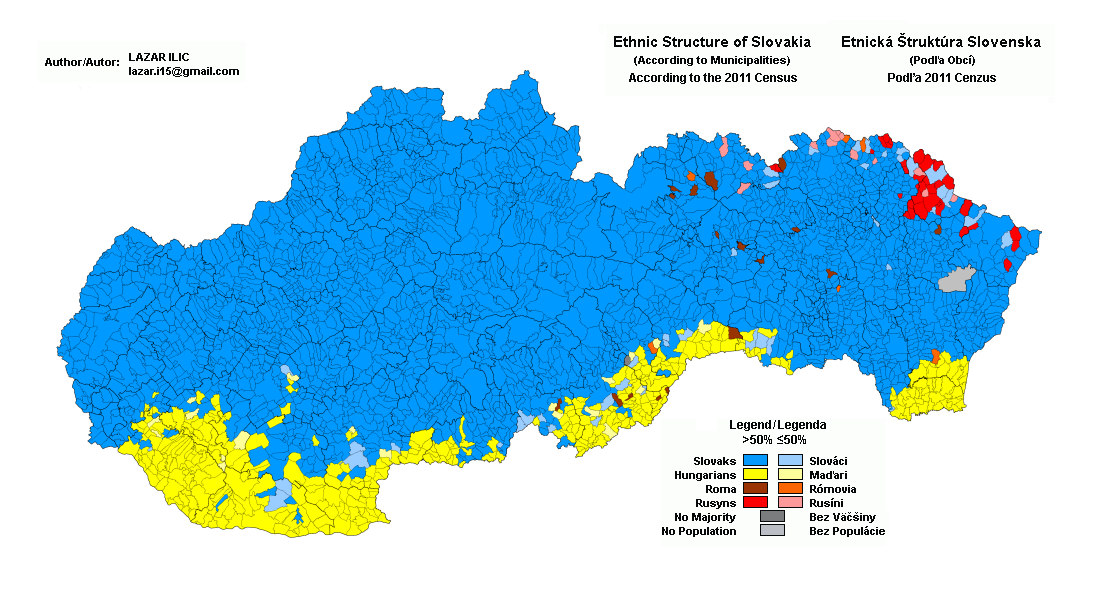
Етнічна карта, 2011 рік

### Угорці

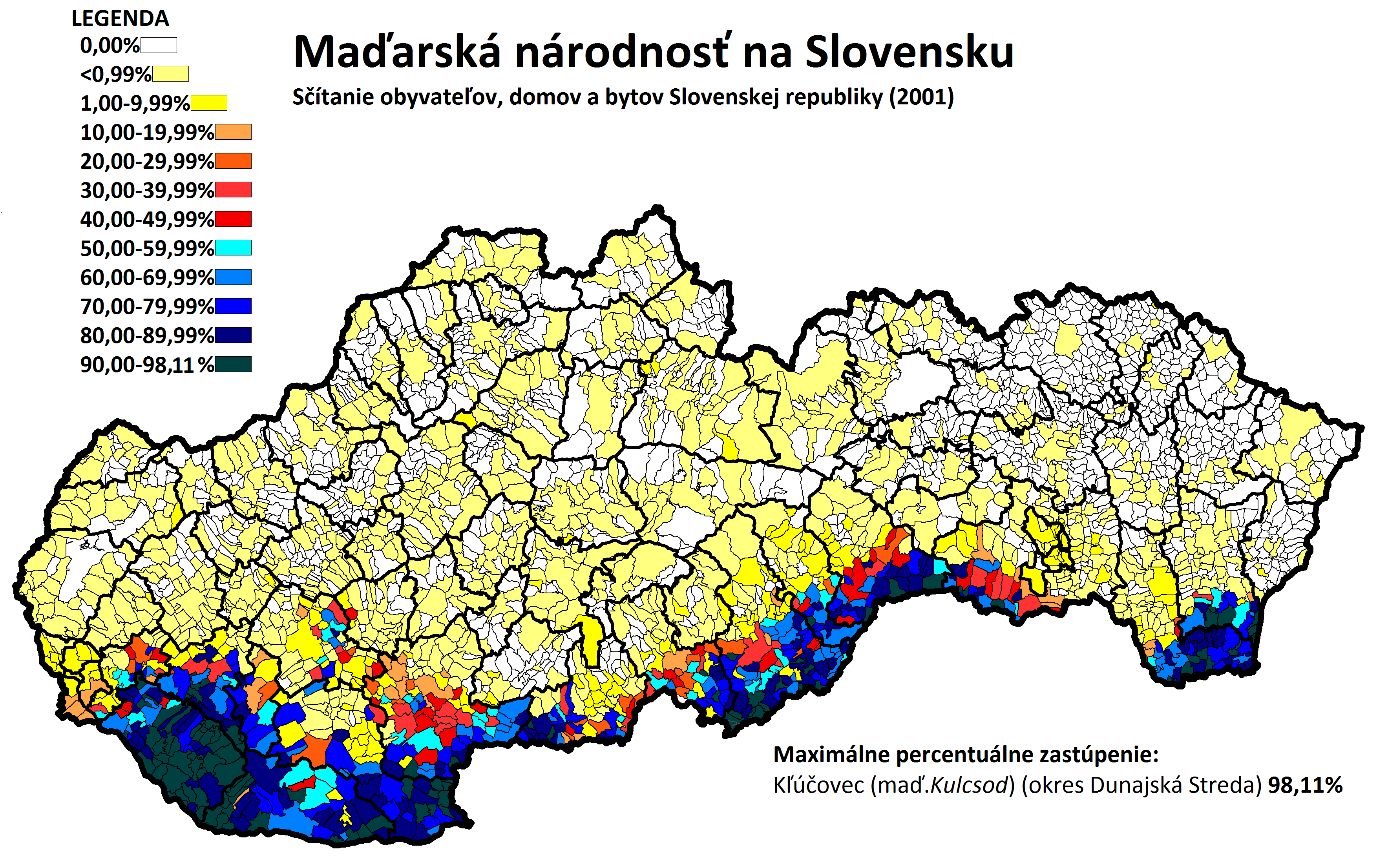
Розселення угорців у Словаччині за переписом 2001 року

Угорці є найбільшою національною меншиною Словаччини. Вони проживають компактно на півдні країни, та становлять більшість населення у двох районах. Чисельність угорців у Словаччині історично змінювалась так:
- 1980 — 559 490 осіб (11,2 %)
- 1991 — 567 296 осіб (10,8 %)
- 2001 — 520 528 осіб (9,7 %)
- 2011 — 458 467 осіб (8,5—9,2 %)[7]
- 2021 — 422 065 осіб (7,8%)

Округи з найвищою концентрацією угорського населення:
- Дунайська Стреда — 83 %;
- Комарно — 69 %;
- Рімавска Собота — 41 %;
- Галанта — 39 %;
- Нове Замки — 38 %;
- Шаля — 36 %;
- Рожнява — 31 %;
- Требішов — 29 %;
- Лученець — 28 %;
- Левіце — 28 %;
- Вельки Кртіш — 27 %;
- Ревуца — 22 %;
- Сенець — 20 %;
- Кошиці-околиця — 13 %;
- Михайлівці — 12 %.

### Українська діаспора
Чисельність українців у Словаччині історично змінювалася так:
- 1991 — 13 281 особа (0,3 %)
- 2001 — 10 814 особи (0,2 %)
- 2011 — 7 430 осіб (0,1 %)
- 2021 — 9 451 особа (0,2%)

#### Русини
Влада Словаччини розглядає етнічну групу русин окремо від представників української нації. Чисельність русинів у Словаччині історично змінювалась так:
- 1991 — 17 197 осіб (0,3 %)
- 2001 — 24 201 особа (0,4 %)
- 2011 — 33 482 особи (0,6—0,7 %)[7]
- 2021 — 23 746 осіб (0,4%)

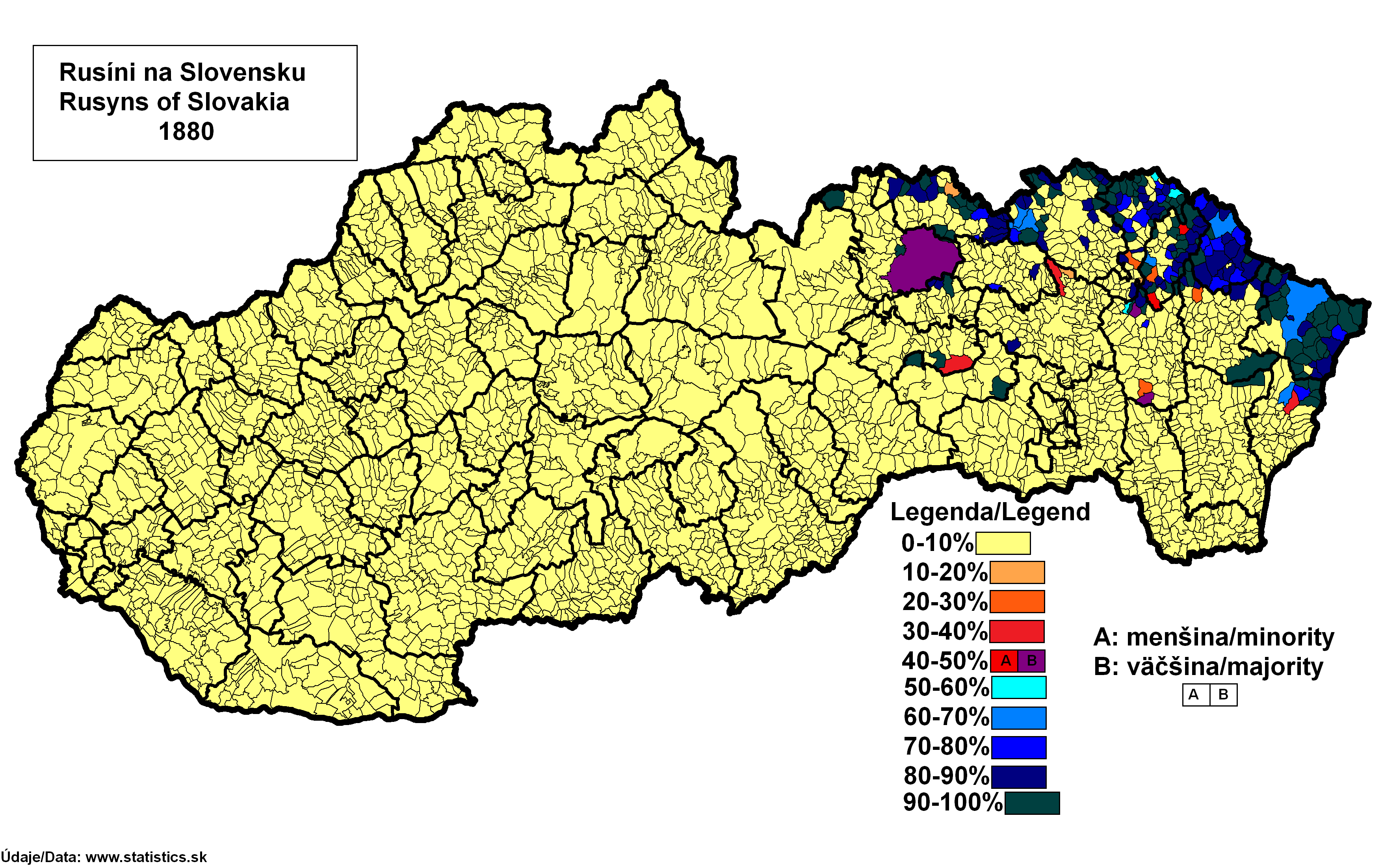
Розселення русинів, 1880 рік
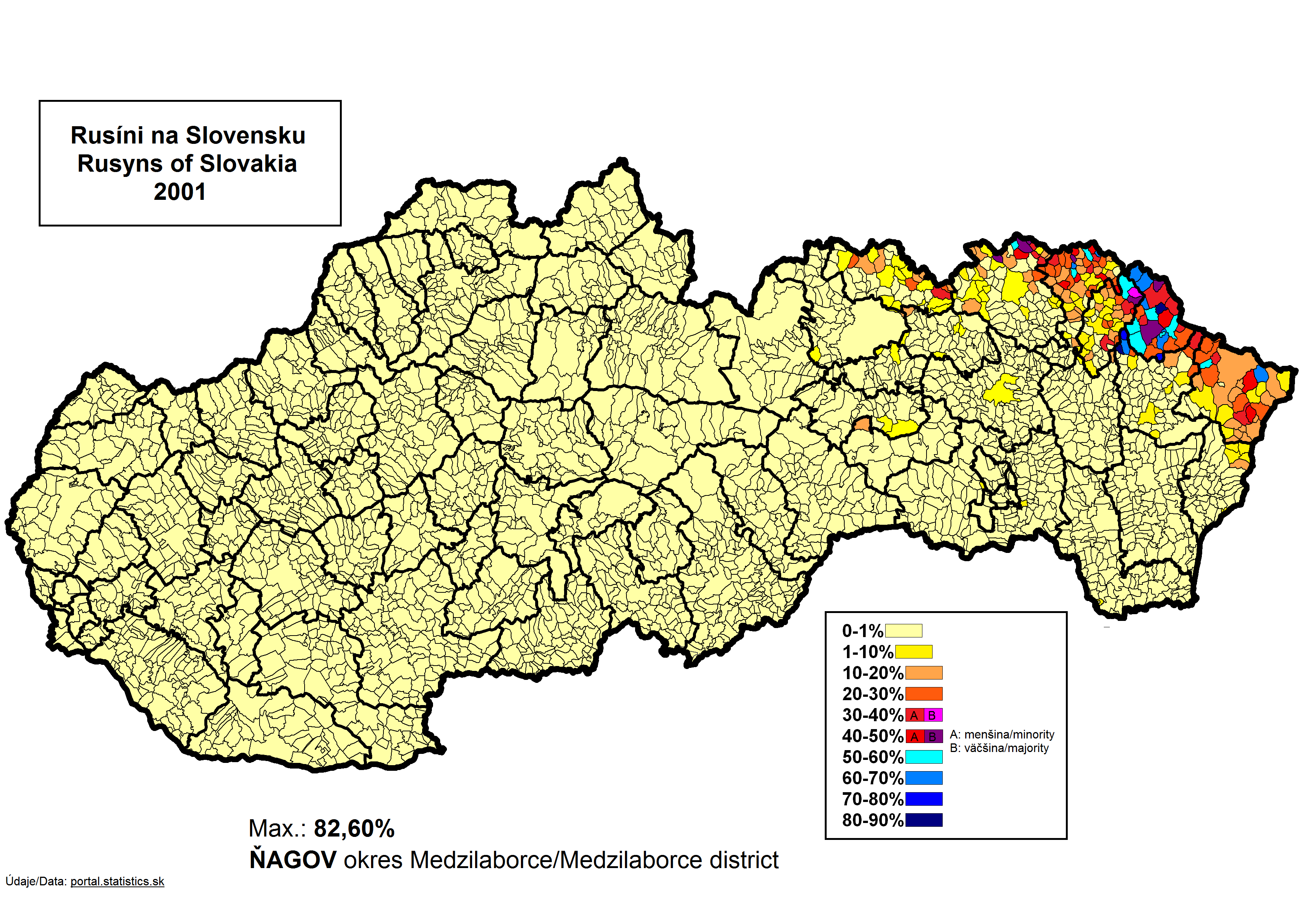
Розселення русинів, 2001 рік
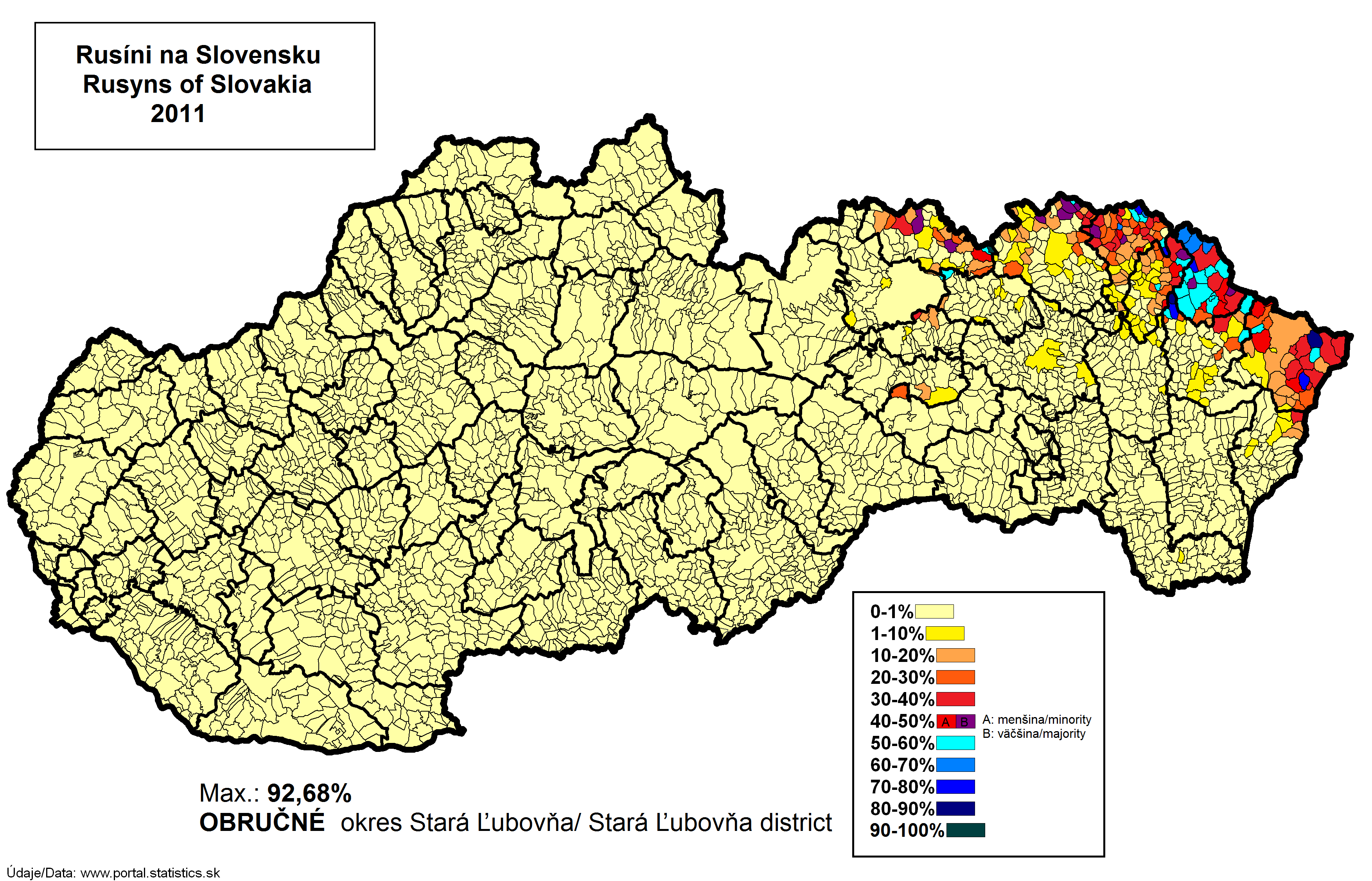
Розселення русинів, 2011 рік

## Мови
| Мови Словаччини (2021 рік) | Мови Словаччини (2021 рік) | Мови Словаччини (2021 рік) | Мови Словаччини (2021 рік) | Мови Словаччини (2021 рік) |
| -------------------------- | -------------------------- | -------------------------- | -------------------------- | -------------------------- |
| Мова:                      |                            |                            | Відсоток:                  |                            |
| словацька                  | словацька                  |                            | 81.8%                      | 81.8%                      |
| угорська                   | угорська                   |                            | 8.5%                       | 8.5%                       |
| циганська                  | циганська                  |                            | 1.8%                       | 1.8%                       |
| русинська                  | русинська                  |                            | 0.7%                       | 0.7%                       |
| інші                       | інші                       |                            | 7.2%                       | 7.2%                       |

Офіційна мова: словацька — розмовляє 81,8 % населення країни. Інші поширені мови: угорська — 8,5 %, циганська — 1,8 %, русинська — 0,7 %, інші мови — 7,2 % (дані на 2021 рік). Словаччина, як член Ради Європи, 2 лютого 2001 року підписала і ратифікувала 5 вересня 2001 року Європейську хартію регіональних мов (вступила в дію 1 січня 2002 року). Регіональними мовами визнані: польська, русинська, циганська, болгарська, чеська, німецька, хорватська, угорська, українська.

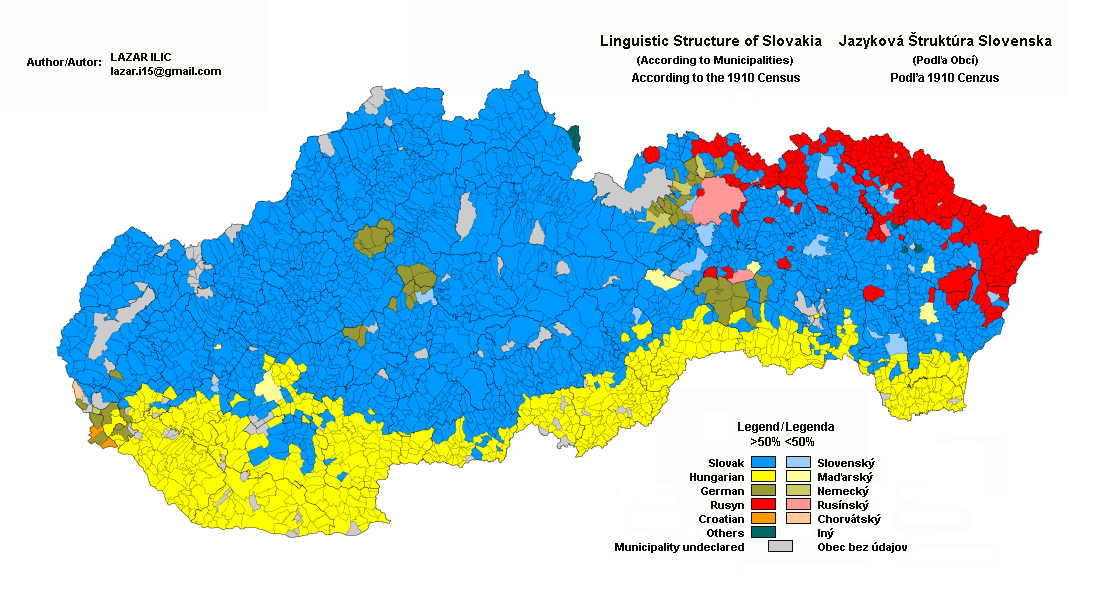
Найпоширеніші рідні мови за переписом 1910 року
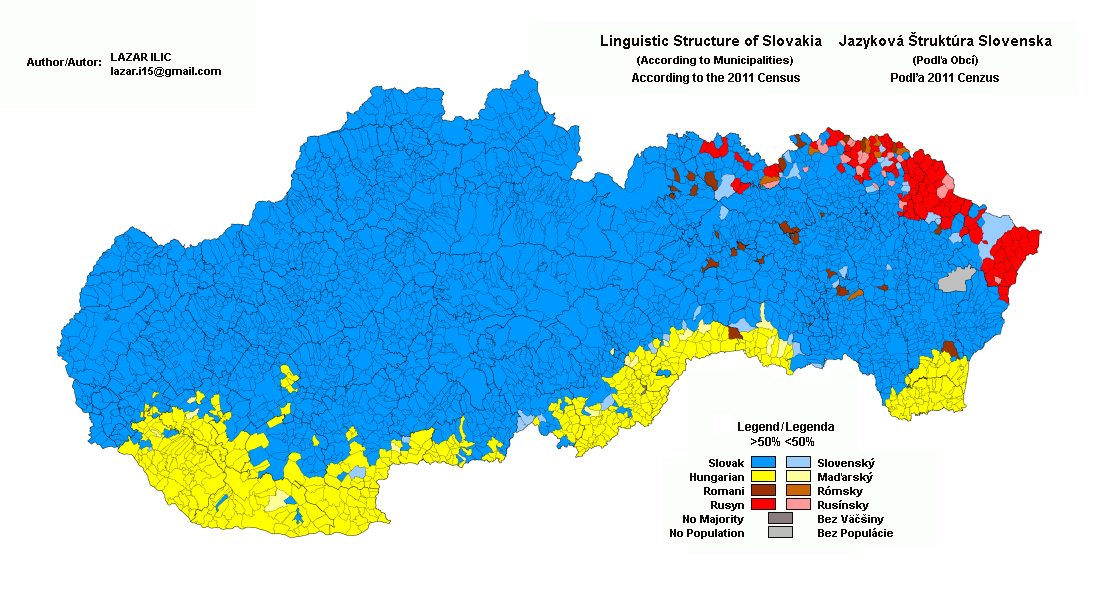
Найпоширеніші рідні мови за переписом 2011 року

Склад населення за рідною мовою згідно з переписами населення 2011 та 2021 років:
|                     | 2011        | 2011 | 2021        | 2021 |
| ------------------- | ----------- | ---- | ----------- | ---- |
| мова                | Чисельність | %    | Чисельність | %    |
| словацька           | 4 240 453   | 78,6 | 4 456 102   | 81,8 |
| угорська            | 508 714     | 9,4  | 462 175     | 8,5  |
| циганська (ромська) | 122 518     | 2,3  | 100 526     | 1,8  |
| русинська           | 55 469      | 1,0  | 38 679      | 0,7  |
| чеська              | 35 216      | 0,7  | 33 864      | 0,6  |
| українська          | 5 689       | 0,1  | 7 608       | 0,1  |
| німецька            | 5 186       | 0,1  | 3 959       | 0,1  |
| польська            | 3 119       | 0,1  | 3 821       | 0,1  |
| хорватська          | 1 234       | 0,0  | 923         | 0,0  |
| їдиш                | 460         | 0,0  | 273         | 0,0  |
| болгарська          | 132         | 0,0  | 907         | 0,0  |
| інші                | 13 585      | 0,3  | 28 069      | 0,6  |
| не встановлено      | 405 261     | 7,5  | 312 364     | 5,7  |

## Релігії
| Релігії в Словаччині (2021 рік) | Релігії в Словаччині (2021 рік) | Релігії в Словаччині (2021 рік) | Релігії в Словаччині (2021 рік) | Релігії в Словаччині (2021 рік) |
| ------------------------------- | ------------------------------- | ------------------------------- | ------------------------------- | ------------------------------- |
| Віросповідання:                 |                                 |                                 | Відсоток:                       |                                 |
| католики                        | католики                        |                                 | 55.8%                           | 55.8%                           |
| лютерани                        | лютерани                        |                                 | 5.3%                            | 5.3%                            |
| греко-католики                  | греко-католики                  |                                 | 4.0%                            | 4.0%                            |
| кальвіністи                     | кальвіністи                     |                                 | 1.6%                            | 1.6%                            |
| атеїсти                         | атеїсти                         |                                 | 23.8%                           | 23.8%                           |

Головні релігії й вірування, які сповідує, і конфесії та церковні організації, до яких відносить себе населення країни: римо-католицтво — 55,8 %, лютеранство — 5,3 %, греко-католики — 4,0 %, не встановлено — 6,5 %, не сповідують жодної — 23,8 % (станом на 2021 рік).

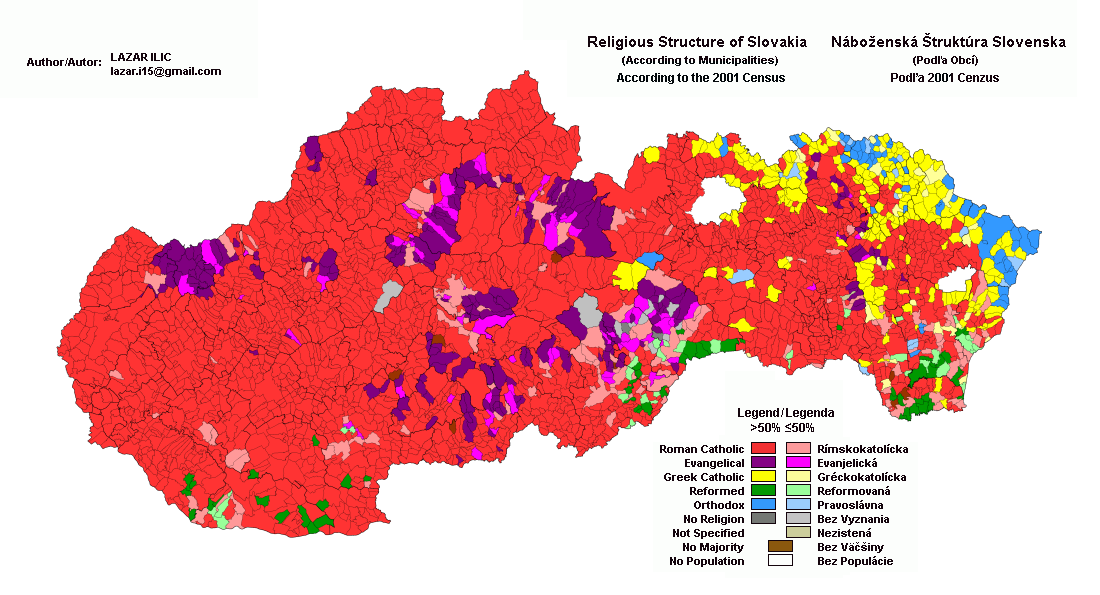
Найпоширеніші релігії за переписом 2001 року
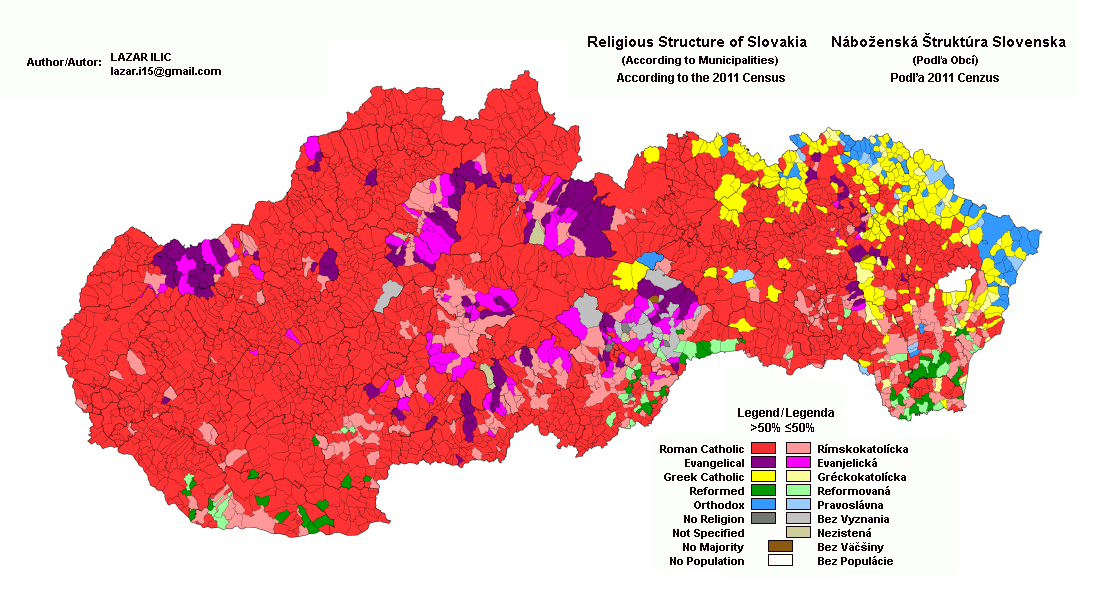
Найпоширеніші релігії за переписом 2011 року

Склад населення за приналежністю до релігії згідно з переписами населення 2011 та 2021 років:
|                | 2011        | 2011 | 2021        | 2021 |
|                | Чисельність | %    | Чисельність | %    |
| -------------- | ----------- | ---- | ----------- | ---- |
| римо-католики  | 3 347 270   | 62,0 | 3 038 511   | 55,8 |
| лютерани       | 316 250     | 5,9  | 286 907     | 5,3  |
| греко-католики | 206 871     | 3,8  | 218 235     | 4,0  |
| кальвіністи    | 98 797      | 1,8  | 85 271      | 1,6  |
| православні    | 49 133      | 0,9  | 50 677      | 0,9  |
| Свідки Єгови   | 17 222      | 0,3  | 16 416      | 0,3  |
| інші           | 23 340      | 0,5  | 103 314     | 1,8  |
| атеїсти        | 725 362     | 13,4 | 1 296 142   | 23,8 |
| не встановлено | 571 437     | 10,6 | 353 797     | 6,5  |

## Освіта
Рівень письменності 2015 року становив 99 % дорослого населення (віком від 15 років): 99 % — серед чоловіків, 99 % — серед жінок.
Державні витрати на освіту становлять 4,1 % ВВП країни, станом на 2013 рік (103-тє місце у світі). Середня тривалість освіти становить 15 років, для хлопців — до 14 років, для дівчат — до 16 років (станом на 2014 рік).

## Охорона здоров'я
Забезпеченість лікарями в країні на рівні 3,32 лікаря на 1000 мешканців (станом на 2012 рік). Забезпеченість лікарняними ліжками в стаціонарах — 6 ліжка на 1000 мешканців (станом на 2011 рік). Загальні витрати на охорону здоров'я 2014 року становили 8,1 % ВВП країни (62-ге місце у світі).
Смертність немовлят до 1 року, станом на 2015 рік, становила 5,27 ‰ (175-те місце у світі); хлопчиків — 5,91 ‰, дівчаток — 4,58 ‰. Рівень материнської смертності 2015 року становив 6 випадків на 100 тис. народжень (172-ге місце у світі).
Словаччина входить до складу ряду міжнародних організацій: Міжнародного руху (ICRM) і Міжнародної федерації товариств Червоного Хреста і Червоного Півмісяця (IFRCS), Дитячого фонду ООН (UNISEF), Всесвітньої організації охорони здоров'я (WHO).

### Захворювання
Кількість хворих на СНІД невідома, це 0,02 % населення в репродуктивному віці 15—49 років (129-те місце у світі). Смертність 2014 року від цієї хвороби становила приблизно 100 осіб (116-те місце у світі).
Частка дорослого населення з високим індексом маси тіла 2014 року становила 27,4 % (54-те місце у світі)

### Санітарія
Доступ до облаштованих джерел питної води 2015 року мало 100 % населення в містах і 100 % в сільській місцевості; загалом 100 % населення країни. Відсоток забезпеченості населення доступом до облаштованого водовідведення (каналізація, септик): в містах — 99,4 %, в сільській місцевості — 98,2 %, загалом по країні — 98,8 % (станом на 2015 рік). Споживання прісної води, станом на 2010 рік, дорівнює 0,69 км³ на рік, або 126,7 тонни на одного мешканця на рік: з яких 47 % припадає на побутові, 51 % — на промислові, 3 % — на сільськогосподарські потреби.

## Соціально-економічне положення
Співвідношення осіб, що в економічному плані залежать від інших, до осіб працездатного віку (15—64 роки) загалом становить 40,8 % (станом на 2015 рік): частка дітей — 21,3 %; частка осіб похилого віку — 19,5 %, або 5,1 потенційно працездатного на 1 пенсіонера. Загалом дані показники характеризують рівень затребуваності державної допомоги в секторах освіти, охорони здоров'я і пенсійного забезпечення, відповідно. За межею бідності 2014 року перебувало 12,6 % населення країни. Розподіл доходів домогосподарств у країні має такий вигляд: нижній дециль — 4,4 %, верхній дециль — 26 % (станом на 2013 рік).
Станом на 2016 рік, уся країна була електрифікована, усе населення країни мало доступ до електромереж. Рівень проникнення інтернет-технологій надзвичайно високий. Станом на липень 2015 року в країні налічувалось 4,629 млн унікальних інтернет-користувачів (72-ге місце у світі), що становило 85 % загальної кількості населення країни.

### Трудові ресурси
Загальні трудові ресурси 2015 року становили 2,745 млн осіб (109-те місце у світі). Зайнятість економічно активного населення у господарстві країни розподіляється таким чином: аграрне, лісове і рибне господарства — 4,2 %; промисловість і будівництво — 22,6 %; сфера послуг — 73,2 % (2015). Безробіття 2015 року дорівнювало 10,6 % працездатного населення, 2014 року — 12,3 % (121-ше місце у світі); серед молоді у віці 15—24 років ця частка становила 29,7 %, серед юнаків — 29,5 %, серед дівчат — 30,1 % (21-ше місце у світі).

## Кримінал

### Наркотики

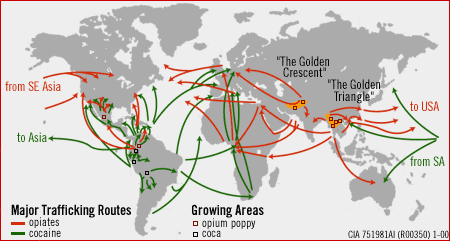
Світові маршрути наркотрафіку

Перевалочний пункт для південно-східноазійського героїну, що прямує до Західної Європи; значний виробник синтетичних наркотиків на регіональні ринки; країна-споживач екстазі.

### Торгівля людьми
Згідно зі щорічною доповіддю про торгівлю людьми (англ. Trafficking in Persons Report) Управління з моніторингу та боротьби з торгівлею людьми Державного департаменту США, уряд Словаччини докладає усіх можливих зусиль в боротьбі з явищем примусової праці, сексуальної експлуатації, незаконною торгівлею внутрішніми органами, законодавство відповідає усім вимогам американського закону 2000 року щодо захисту жертв (англ. Trafficking Victims Protection Act’s), держава знаходиться у списку першого рівня.

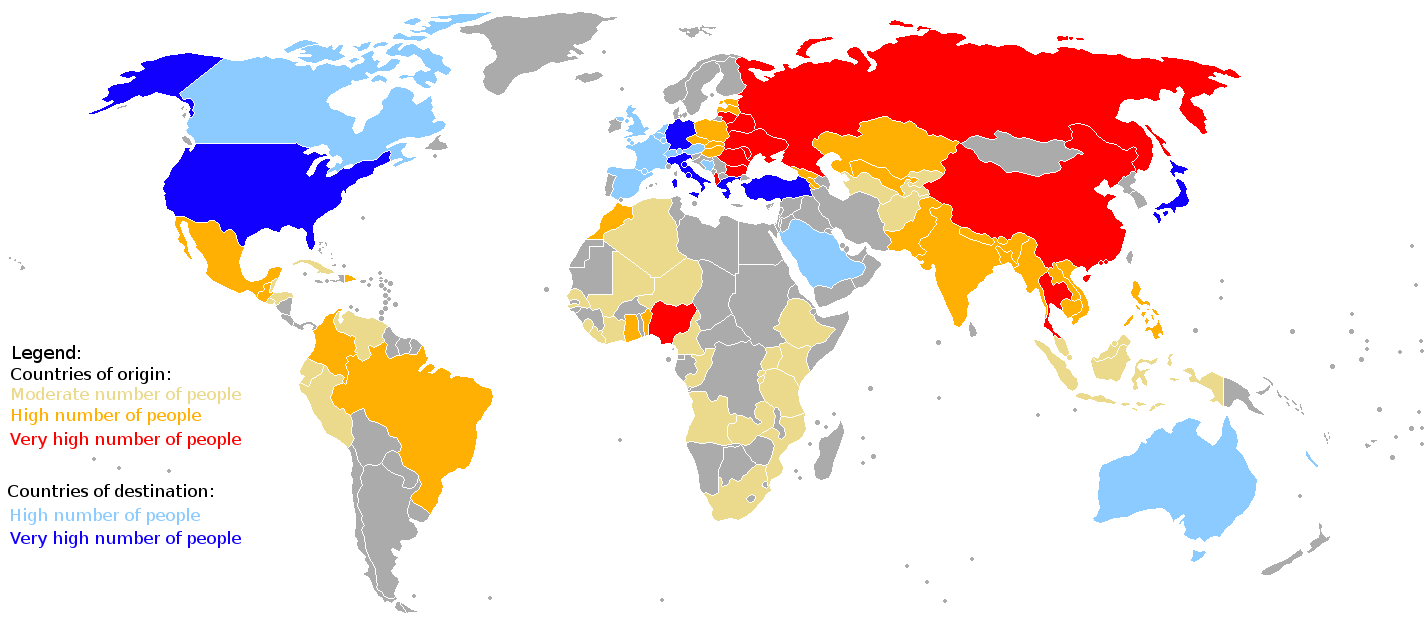
Країни-донори (червоний) і країни-реципієнти кримінальних потоків  (англ.)
Глобальна боротьба з торгівлею людьми (англ.)

## Гендерний стан
Статеве співвідношення (оцінка 2015 року):
- при народженні — 1,07 особи чоловічої статі на 1 особу жіночої;
- у віці до 14 років — 1,05 особи чоловічої статі на 1 особу жіночої;
- у віці 15—24 років — 1,06 особи чоловічої статі на 1 особу жіночої;
- у віці 25—54 років — 1,02 особи чоловічої статі на 1 особу жіночої;
- у віці 55—64 років — 0,9 особи чоловічої статі на 1 особу жіночої;
- у віці за 64 роки — 0,62 особи чоловічої статі на 1 особу жіночої;
- загалом — 0,94 особи чоловічої статі на 1 особу жіночої[1].

## Демографічні дослідження
Демографічні дослідження в країні ведуться рядом державних і наукових установ:
- Статистичне управління Словаччини (словац. Štatistický úrad Slovenskej republiky).

### Українською
- Атлас. 10-11 клас. Економічна і соціальна географія світу / упорядники :  О. Я. Скуратович, Н. І. Чанцева. — К. : ДНВП «Картографія», 2010. — ISBN 978-966-475-639-3.
- Атлас світу / голов. ред. І. С. Руденко ; зав. ред. В. В. Радченко ; відп. ред. О. В. Вакуленко. — К. : ДНВП «Картографія», 2005. — 336 с. — ISBN 9666315467.
- Безуглий В. В. Економічна і соціальна географія зарубіжних країн : Навчальний посібник. — К. : ВЦ «Академія», 2007. — 704 с. — ISBN 978-966-580-239-6.
- Безуглий В. В., Козинець С. В. Регіональна економічна і соціальна географія світу : Навчальний посібник. — видання 2-ге, доп., перероб. — К. : ВЦ «Академія», 2007. — 688 с. — ISBN 966-580-144-9.
- Гудзеляк І. І. Географія населення: Навчальний посібник / І. Гудзеляк. — Л. : Видавничий центр ЛНУ імені Івана Франка, 2008. — 232 с. — ISBN 978-966-613-599-8.
- Дахно І. І. Країни світу: Енциклопедичний довідник / І. І. Дахно, С. М. Тимофієв. — К. : Мапа, 2011. — 606 с. — (Бібліотека нового українця) — ISBN 978-966-8804-23-6.
- Дахно І. І. Економічна географія зарубіжних країн : навчальний посібник. — К. : Центр учбової літератури, 2014. — 319 с. — ISBN 978-611-01-0682-5.
- Джаман В. О. Регіональні системи розселення: демографічні аспекти. — Чернівці : Рута, 2003. — 392 с. — ISBN 9665685988.
- Дорошенко Л. С. Демографія: Навчальний посібник. — К. : МАУП, 2005. — 112 с. — ISBN 966-608-442-2.
- Дубович І. А. Країнознавчий словник-довідник. — 5-те вид., перероб. і доп. — К. : Знання, 2008. — 839 с. — ISBN 978-966-346-330-8.
- Економічна і соціальна географія країн світу. Навчальний посібник / За ред. Кузика С. П. — Л. : Світ, 2002. — 672 с. — ISBN 966-603-178-7.
- Загальна медична географія світу / В. О. Шевченко [та ін.] — К. : [б.в.], 1998. — 178 с.
- Крисаченко В. С. Динаміка населення: Популяційні, етнічні та глобальні виміри. — К. : Видавництво Національного інституту стратегічних досліджень, 2005. — 368 с. — ISBN 966-554-083-1.
- Любіцева О. О., Мезенцев К. В., Павлов С. В. Географія релігій. — К. : АртЕК, 1999. — 504 с. — ISBN 966-505-006-0.
- Масляк П. О. Країнознавство. — К. : Знання, 2007. — 292 с. — (Вища освіта XXI століття)
- Масляк П. О., Дахно І. І. Економічна і соціальна географія світу / П. О. Масляк, І. І. Дахно ; за ред. П. О. Масляка. — К. : Вежа, 2003. — 280 с. — ISBN 966-7091-53-8.

### Російською
- (рос.) Чехословакия // Демографический энциклопедический словарь / главн. ред. Валентей Д. И. — М. : Советская энциклопедия, 1985. — 608 с.
- (рос.) Чехословакия // Страны и народы. Зарубежная Европа. Восточная Европа / Редкол. : В. П. Максаковский (отв. ред.), Ю. В. Иванова и др. — М. : «Мысль», 1980. — 349 с. — (Страны и народы) — 180 тис. прим.
- (рос.) Атлас народов мира / Отв. ред. С. И. Брук и В. С. Апенченко. — М. : ГУГК ГГК СССР и Институт этнографии им. Н. Н. Миклухо-Маклая АН СССР, 1964. — 185 с. — 20 тис. прим.
- (рос.) Численность и расселение народов мира. Этнографические очерки / под ред. С. И. Брука. — М. : Издательство АН СССР, 1962. — 487 с.
- (рос.) Лаппо Г. М. География городов: Учебное пособие для географических факультетов вузов. — М. : Туманит, изд. центр ВЛАДОС, 1997. — 476 с. — ISBN 5-691-00047-0.
- (рос.) Урланис Б. Ц. Рост населения в Европе (опыт исчисления). — М. : ОГИЗ-Госполитиздат, 1941. — 436 с.
- (рос.) Ягельский А. География населения. — М. : Прогресс, 1980. — 383 с.